# Врятоване покоління
«Врятоване покоління» — радянський художній фільм 1959 року режисера Юрія Побєдоносцева, знятий на Кіностудії ім. М. Горького.

## Сюжет
Антоніні Василівні (Раїса Куркіна), як члену бюро райкому партії, доручили врятувати ленінградських дітей, яких війна застала в приміських таборах. Вона повезла їх у Кіровську область. Після дванадцяти днів важкого шляху діти прибули в село Супрядки. Колгоспникам самим тут жилося нелегко, але вони поділилися з ленінградськими дітьми останнім, що мали. Непросто складалися стосунки Антоніни Василівни зі своїми вихованцями. Віктор утік на фронт. Його знайшли, повернули. Антоніна Василівна душею зрозуміла хлопчика. Вона сама рвалася на фронт. З цього дня вона і Віктор стали друзями. І коли нарешті прийшов дозвіл повернутися в Ленінград, вона не поїхала. Не змогла залишити дітей…

## У ролях
- Раїса Куркіна —  Антоніна Василівна
- Кіра Жаркова —  Матвіївна
- Микола Єлізаров —  Морозов
- Анастасія Філіппова —  Катерина Митрофанівна
- Олександр Дегтяр —  Василь
- В'ячеслав Шалевич —  Микола
- Євген Тетерін —  лікар
- Ольга Маркіна —  Олена Петрівна
- Марина Гаврилко —  тітка Дуся
- Михайло Трояновський — Лабчинський
- Олексій Барндик — Дьомін
- Борис Токарєв — Віктор Іванов
- Ольга Веліканова — Фенька
- Олександр Барабанов — Долгов
- Валерій Зубарєв — Сергунька
- Вадим Захарченко — шофер
- Віра Ліпсток — дружина Степана
- Борис Кордунов — військовий хірург
- Наталія Селівьорстова — епізод
- Микола Кузьмін — Степан, батько Лізи
- Ігор Боголюбов — батько Віктора
- Майя Блінова — Самсонова
- Микола Гарін — член військової ради
- Зоя Толбузіна — Зіна, вихователька
- Олександр Афанасьєв — Прокуров
- Маргарита Жарова — колгоспниця
- Микола Юдін — сторож в школі
- Олег Мокшанцев — військовий лікар

## Знімальна група
- Режисер — Георгій Побєдоносцев
- Сценарист — Олександр Штейн
- Оператори — Михайло Бруєвич, Олексій Полканов
- Композитор — Микола Крюков
- Художники — Людмила Безсмертнова, Ірина Захарова